# Packard Patrician

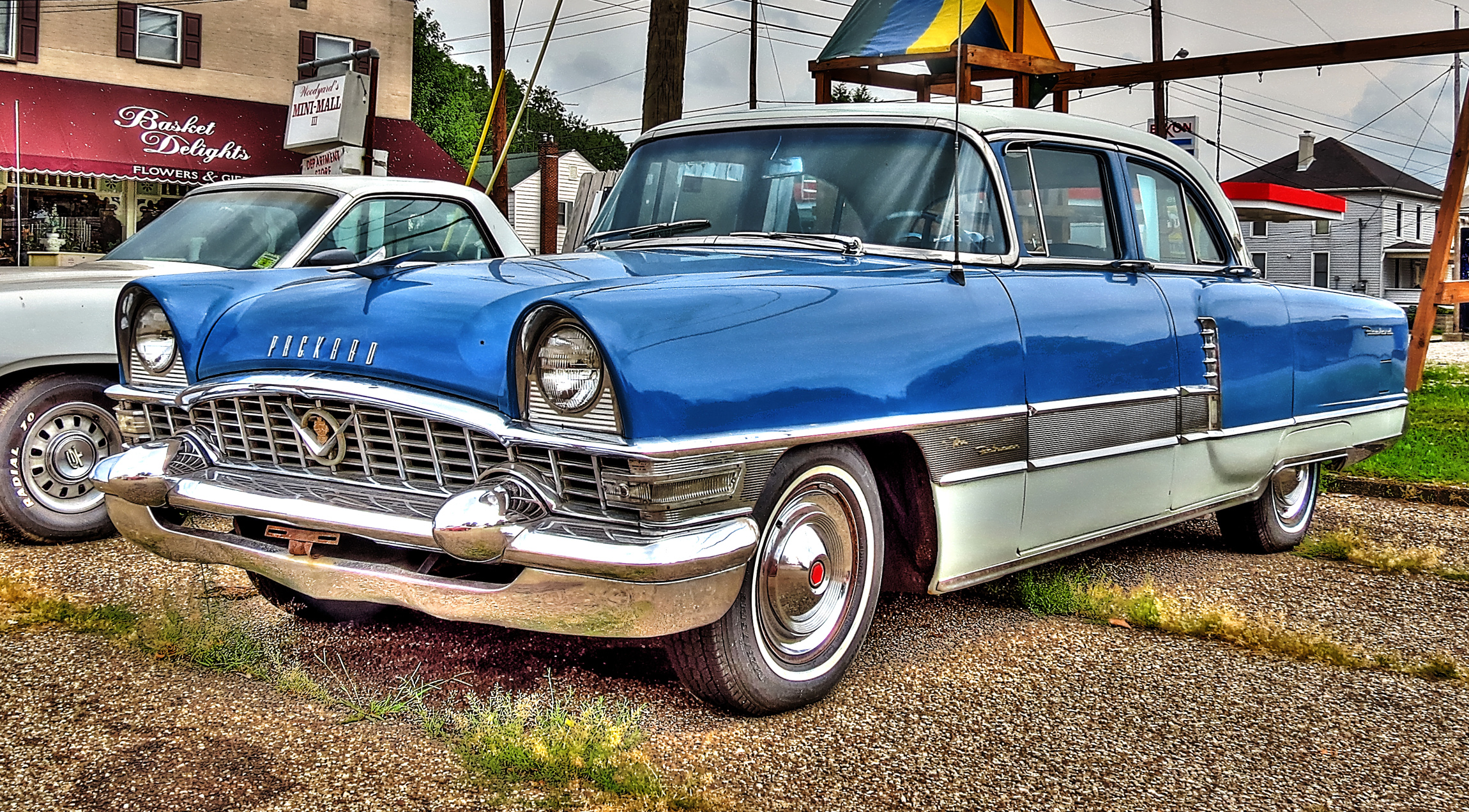
Packard Patrician de 1955

El Packard Patrician es un automóvil que fue construido por Packard Motor Car Company de Detroit, Míchigan, desde los años modelo 1951 hasta 1956. Durante sus seis años de producción, se construyó en las instalaciones de Packard en Detroit en East Grand Boulevard. La palabra "Patrician" se deriva del término latino patricio, que sirvió para denominar a los miembros de la clase dominante en la Antigua Roma. Fue el último Packard de "nivel superior" hasta que cesó definitivamente la producción de la compañía en 1958.
El Patrician fue el último de los "Packard sénior" y estuvo disponible brevemente como una limusina de longitud extendida para 1953 y 1954. Este modelo, conocido con el nombre de Corporate Executive, no encontró muchos compradores.

## Packard Patrician 400, 1951–1952
En 1951 y 1952, el fabricante de automóviles intentó utilizar una estructura de nomenclatura numérica que designaba los modelos menos costosos de Packard como Packard 200 y 200 Deluxe, mientras que los convertibles y de techo rígido de dos puertas se designaban como Packard 250 y su sedán de gama media como Packard 300.

El nivel de equipamiento más alto disponible era el Packard Patrician 400, que reemplazó a la gama de modelos Super 8 del año modelo anterior. El automóvil se identificaba fácilmente con respecto a otros Packard por sus molduras cromadas: en 1951, el modelo presentaba tres protuberancias cromadas en sus guardabarros traseros y en 1952 presentaba cuatro, un enfoque de estilo similar al de los vehículos de lujo Buick de GM. Los Patrician y los 300 también lucían una parrilla ligeramente revisada que incluía "dientes" cromados en su área ovalada en 1951. Ese cambio se produjo en la serie 250 poco después de su presentación.
El Patrician 400 estaba disponible solo como un sedán prémium de cuatro puertas, equipado con tapicería de alta calidad y molduras cromadas en el interior. Para el modelo del año 1952, Packard contrató los servicios de la célebre decoradora Dorothy Draper para darle una nueva apariencia al esquema de colores del interior. También se incluyeron con el automóvil alfombras Wilton y reposapiés para el pasajero trasero estilo cojín. Con un precio de lista de 3.662 dólares (42 986 $ en 2023), también fue el modelo sénior más caro que ofreció Packard. El automóvil disponía de una distancia entre ejes de 127 plg (3226 mm) compartida solo con el sedán 300. Todos los demás Packard tenían una distancia entre ejes de 122 plg (3099 mm).
Todos los Packard seguían utilizando sus venerables motores de ocho cilindros en línea. El 200 utilizaba una unidad de 288 plg³ (4719,5 cm³) con 135 bhp (101 kW); todos los demás tenían un desplazamiento de 327 plg³ (5358,6 cm³), entregando 150bhp (112kW). El Patrician también recibió el mejor motor que Packard podía ofrecer. Para un funcionamiento suave sin igual, su motor presentaba nueve cojinetes principales en lugar de cinco como en los otros motores.
Hasta 1954, la compañía Henney construyó algunos sedanes ejecutivos y limusinas corporativas de nueve pasajeros en un chasis con distancia entre ejes de 148 plg (3759 mm). Por otro lado, la empresa Derham de Rosemont construyó algunos sedanes Patrician personalizados con techos acolchados de cuero, luces traseras pequeñas e interiores elaborados sobre el bastidor estándar del coche.
La introducción del Patrician fue, junto con la mayoría de los otros Packard (los 250 se retrasaron), en agosto de 1950. Los totales de producción para 1951 llegaron a 9.001 unidades Patrician 400 y 3.975 unidades para 1952.
El nombre del modelo 400 se eliminó para los modelos de los años 1953 y 1954; sin embargo, el nombre Patrician siguió ocupando el nivel de equipamiento prémium de Packard desde 1953 hasta 1956.

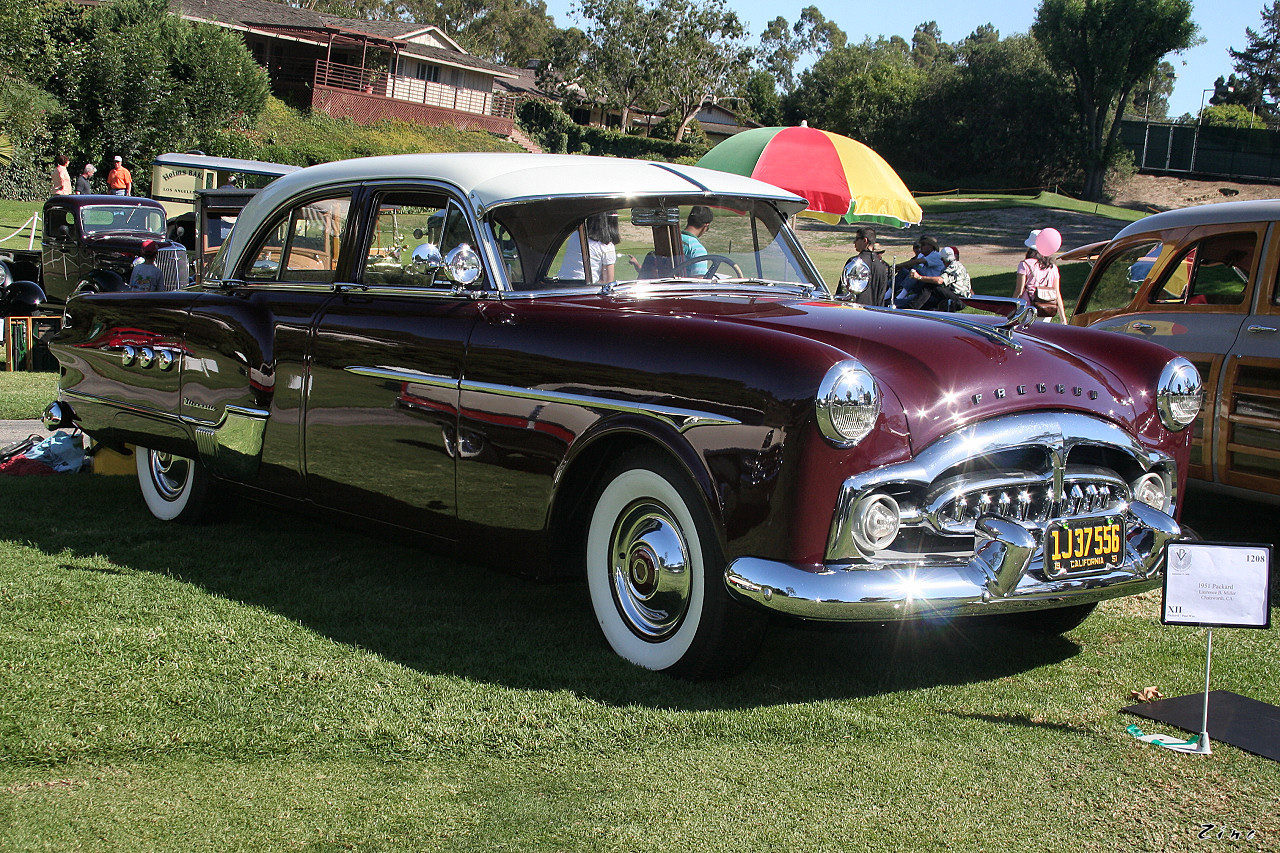
Packard Patrician 400 de 1951
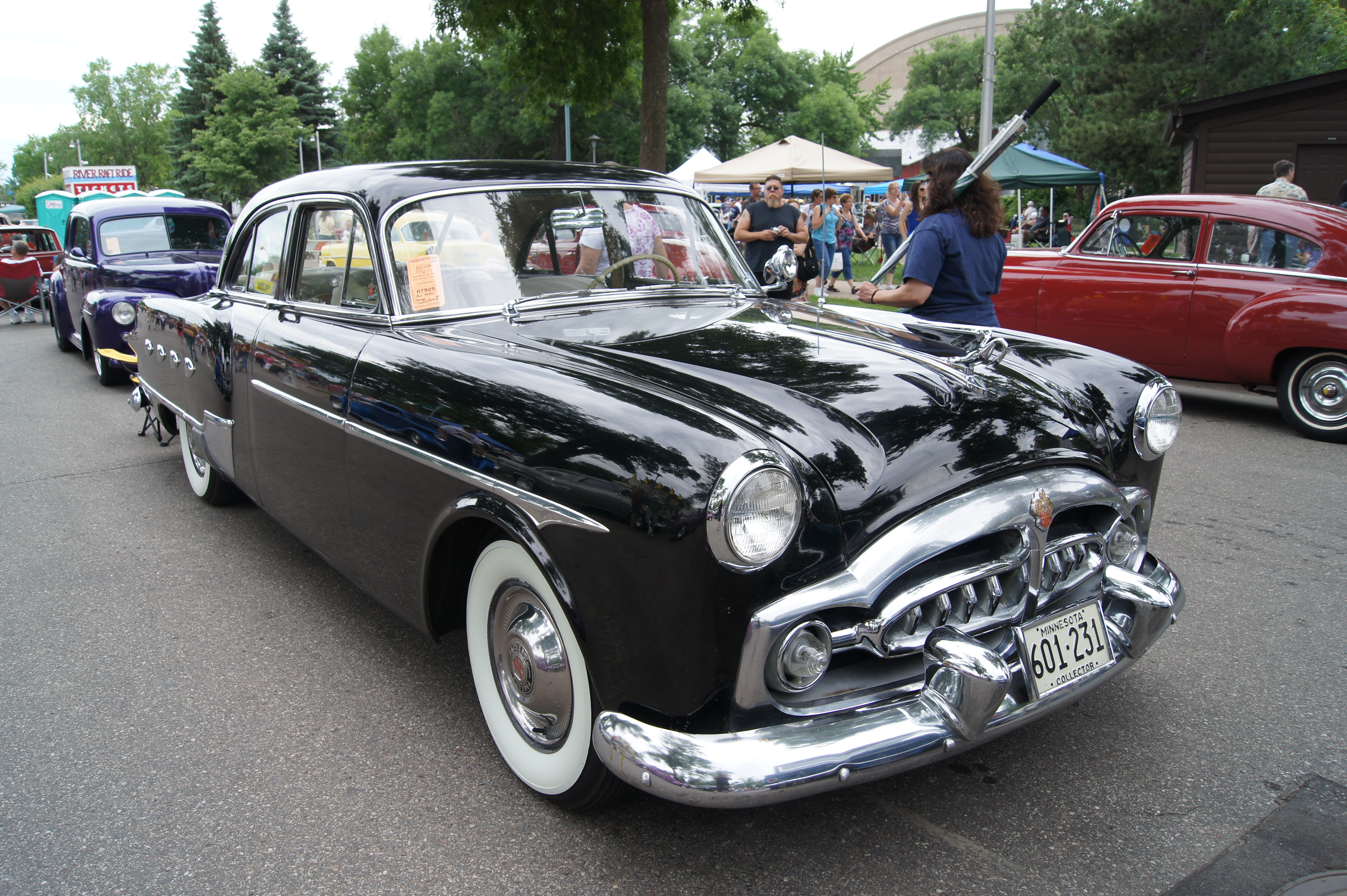
Packard Patrician 400 de 1952

## 1953–1954
Para los modelos de los años 1953 y 1954, el Patrician siguió representando los sedanes de más alto nivel de equipamiento de Packard, con un chasis de una distancia entre ejes de 127 plg (3226 mm). También se utilizó como base de los modelos de pasajeros Henney con carrocería personalizada, incluidos los Packard Executive Sedans y Limousines de 8 pasajeros con una batalla de 149 plg (3785 mm), con la diferencia de que este último modelo tenía una ventana divisoria entre los compartimentos delantero y trasero. Durante estos años, el Patrician recibió cambios de equipamiento anuales y mejoras asociadas con los cambios de año modelo en la década de 1950. El sedán de 4 puertas Packard Patrician de 1953 se costaba 3.740 (42 591 $ en 2023)) mientras que la nueva limusina Packard Corporate Executive para 8 pasajeros y 4 puertas se vendía a 7.100 dólares (80 855 $ en 2023).
Los modelos especiales de Henney (coches fúnebres y portaflores mortuorios, ambulancias y otros coches de servicio), construidos sobre el chasis comercial con distancia entre ejes de 156 plg (3962 mm), generalmente usaban molduras tipo Patrician, excepto en 1954, cuando se usaron las molduras del Cavalier, y se ofrecía en un estilo de carrocería de techo rígido llamado Packard Pacific. Dado que los automóviles profesionales eran carrocerías fabricadas prácticamente desde cero sobre el chasis comercial separado de Packard (y no conversiones), su nivel de equipamiento tenía poco que ver con el Patrician, excepto por la apariencia general. El Henney Junior, un coche fúnebre o ambulancia de corta distancia entre ejes, se construyó sobre el chasis estándar del Cavalier-Patrician (pero con una suspensión trasera más fuerte y resistente), pero tenía el motor Cavalier de 5 cojinetes principales en lugar del motor de 9 cojinetes principales del Patrician.
Para 1953, el Patrician usó el mismo motor de ocho cilindros en línea de 327 pulgadas cúbicas (5358,6 cm³) con 9 cojinetes principales utilizado para 1951 y 1952, pero por primera vez se le agregó un carburador de cuatro cuerpos para aumentar la potencia. Para 1954, el nuevo motor de 359 pulgadas cúbicas (5883,0 cm³) de 9 cojinetes principales y culata de aluminio (que rendía 212 HP (214,9 CV)) era estándar y también presentaba un carburador de 4 cuerpos. 1954 fue el primer año en agregar un posición de arranque a la llave de contacto: los años anteriores se ponían en marcha mediante un interruptor integrado en el carburador que se activaba pisando el pedal del acelerador hasta el fondo.
Aunque de forma general todos los modelos Patrician recibían el mismo equipamiento estándar, en la práctica podían solicitarse elementos personalizados por encargo, como por ejemplo una transmisión manual.

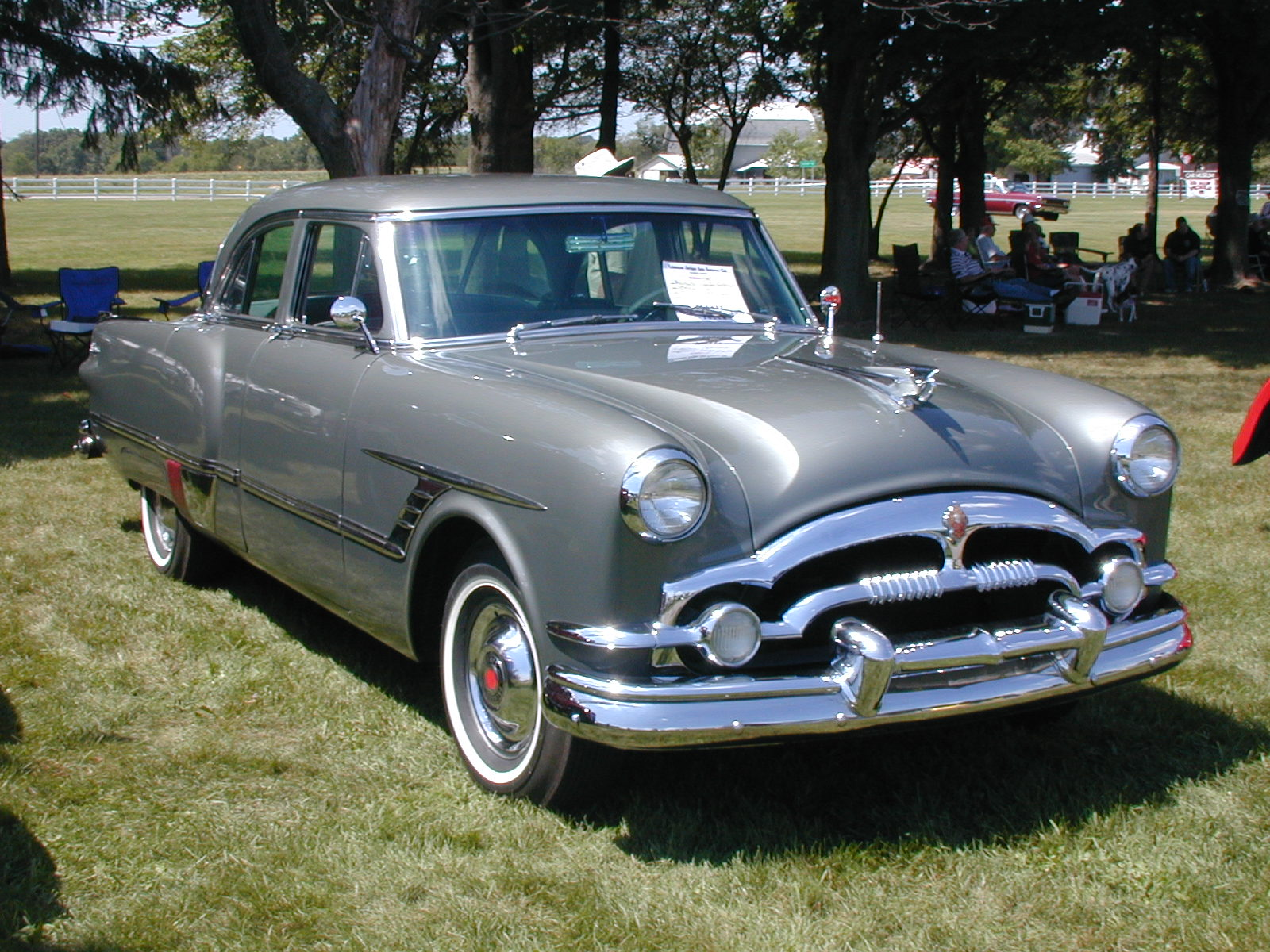
Packard Patrician de 1953
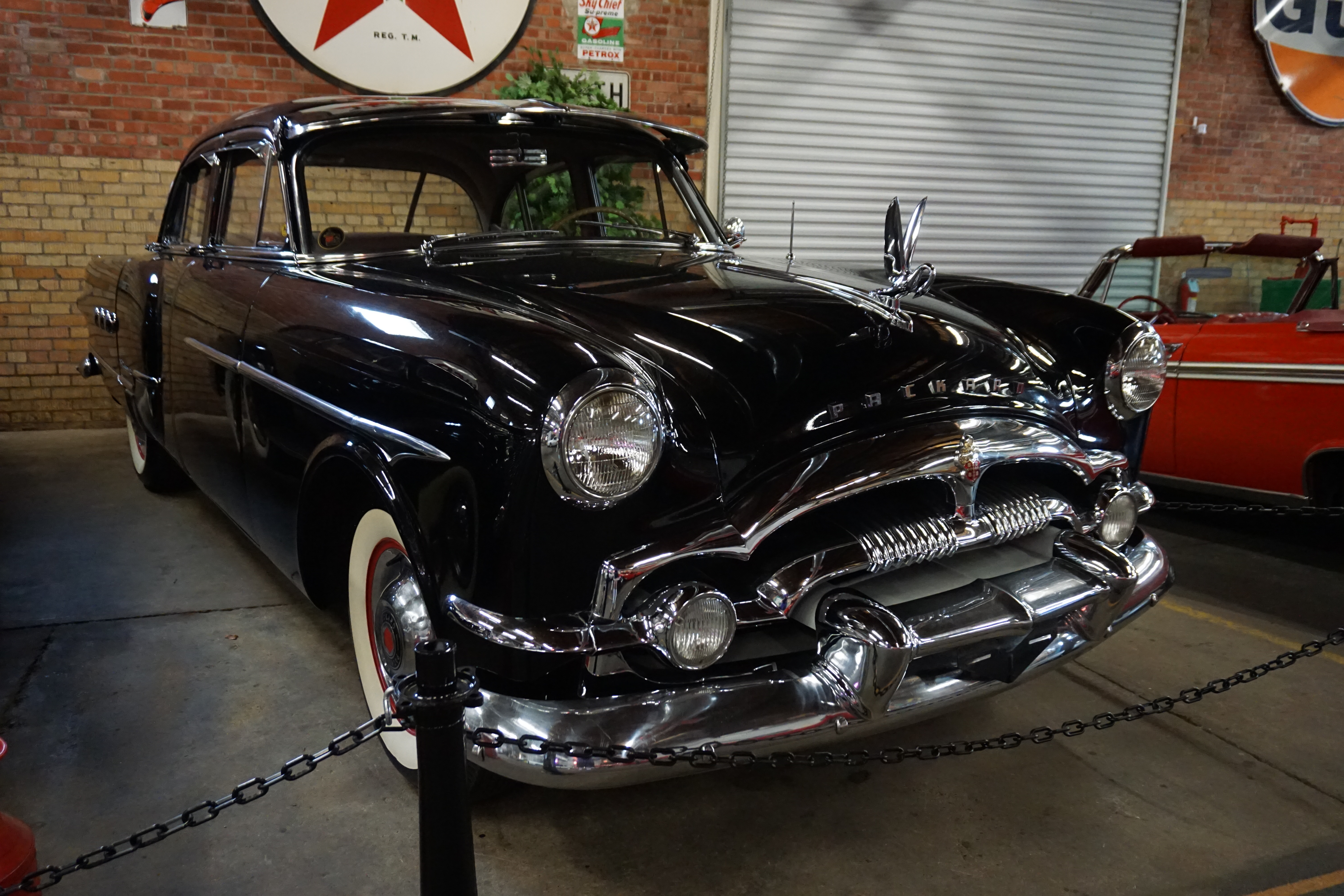
Packard Patrician de 1954

## 1955–1956
Para 1955, toda la gama senior de Packard recibió una extensa actualización de diseño que refrescó el último rediseño que se realizó en 1951. Bajo el diseñador Dick Teague, los modelos sénior de Packard recibieron un diseño de parrilla más moderno, luces traseras estilo "catedral", faros delanteros con carcasas prominentes y un nuevo diseño de molduras exteriores que permitieron a Packard ofrecer combinaciones de pintura de dos y tres tonos con diversos patrones. Si bien Packard no podía permitirse una zona acristalada completamente nueva para el compartimiento de pasajeros, la nueva moldura en la base del pilar trasero hizo que pareciera que tenía una línea de techo rediseñada. Los coches también estaban equipados con un parabrisas envolvente, alineándolo así con los automóviles estadounidenses de la época. En el interior, la tapicería y los elementos brillantes también se renovaron y se adoptó un nuevo diseño del tablero. Los instrumentos y controles de 1955 y 1956 eran similares, pero el tablero de 1955 presentaba una superficie cálida similar al bronce, y en 1956 disponía de un revestimiento de acero inoxidable de aspecto mecanizado. El Patrician de 1955 se puso a la venta por 3.890 dólares (44 245 $ en 2023).
Para 1955, el Patrician se ofreció solo como un sedán de cuatro puertas y Packard produjo 9.127 unidades. También fue el año en que la empresa presentó su único motor V8. Para 1956, los cambios de apariencia menores incluyeron una carcasa de faro revisada que exageró el pico delantero más hacia adelante. El área alrededor del faro se pintó de negro para dar el efecto de mayor profundidad. El automóvil también recibió una textura de parrilla diferente. Durante el año modelo 1956, 3.375 ejemplares del Patrician salieron de la línea de producción de Packard antes de que el fabricante de automóviles en dificultades abandonara el modelo.
El último Packard construido (que era un verdadero Packard y no un Studebaker President, solamente con los emblemas de la marca) fue un sedán Patrician negro, y salió de la línea de montaje de Packard el 25 de junio de 1956.

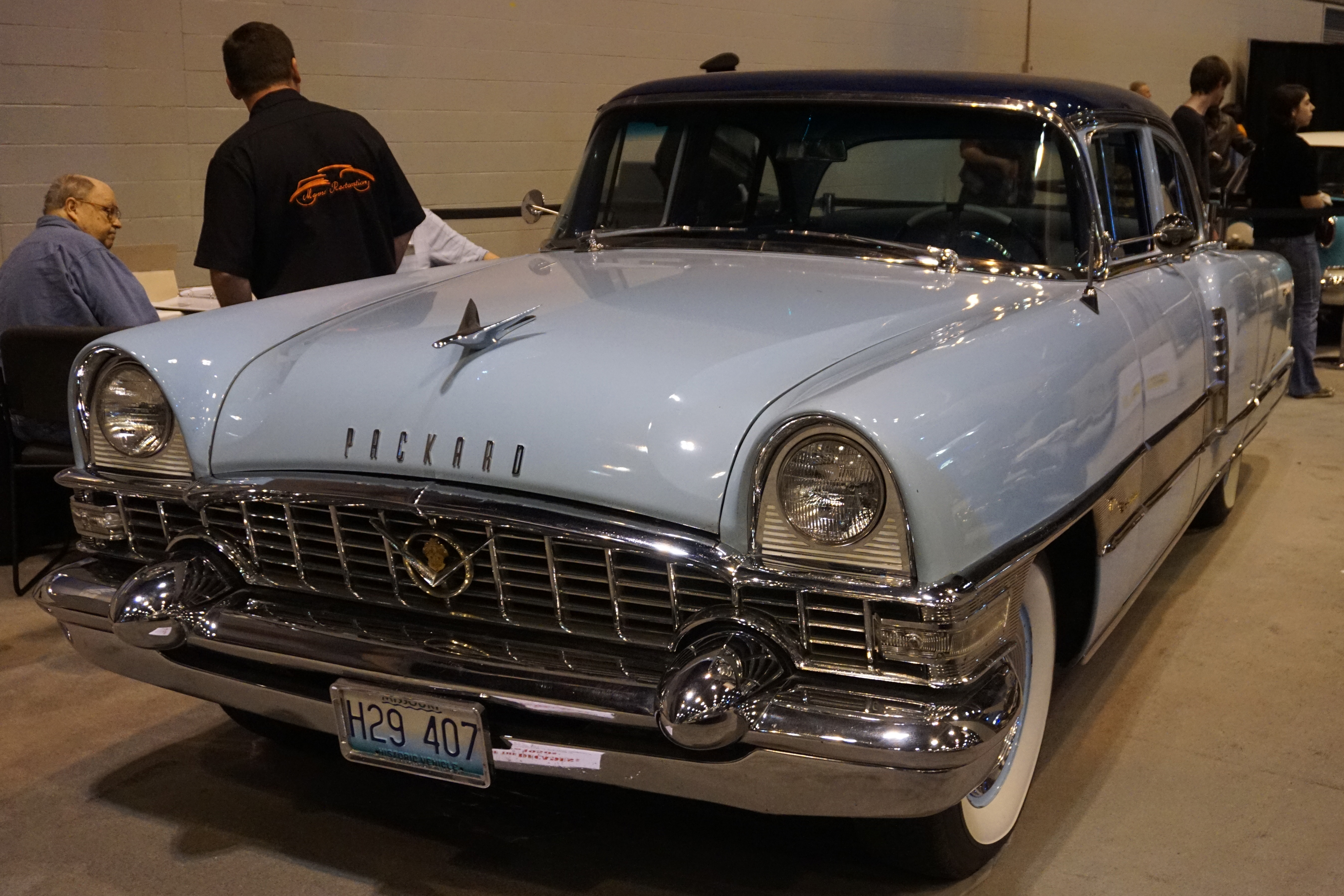
Packard Patrician de 1955
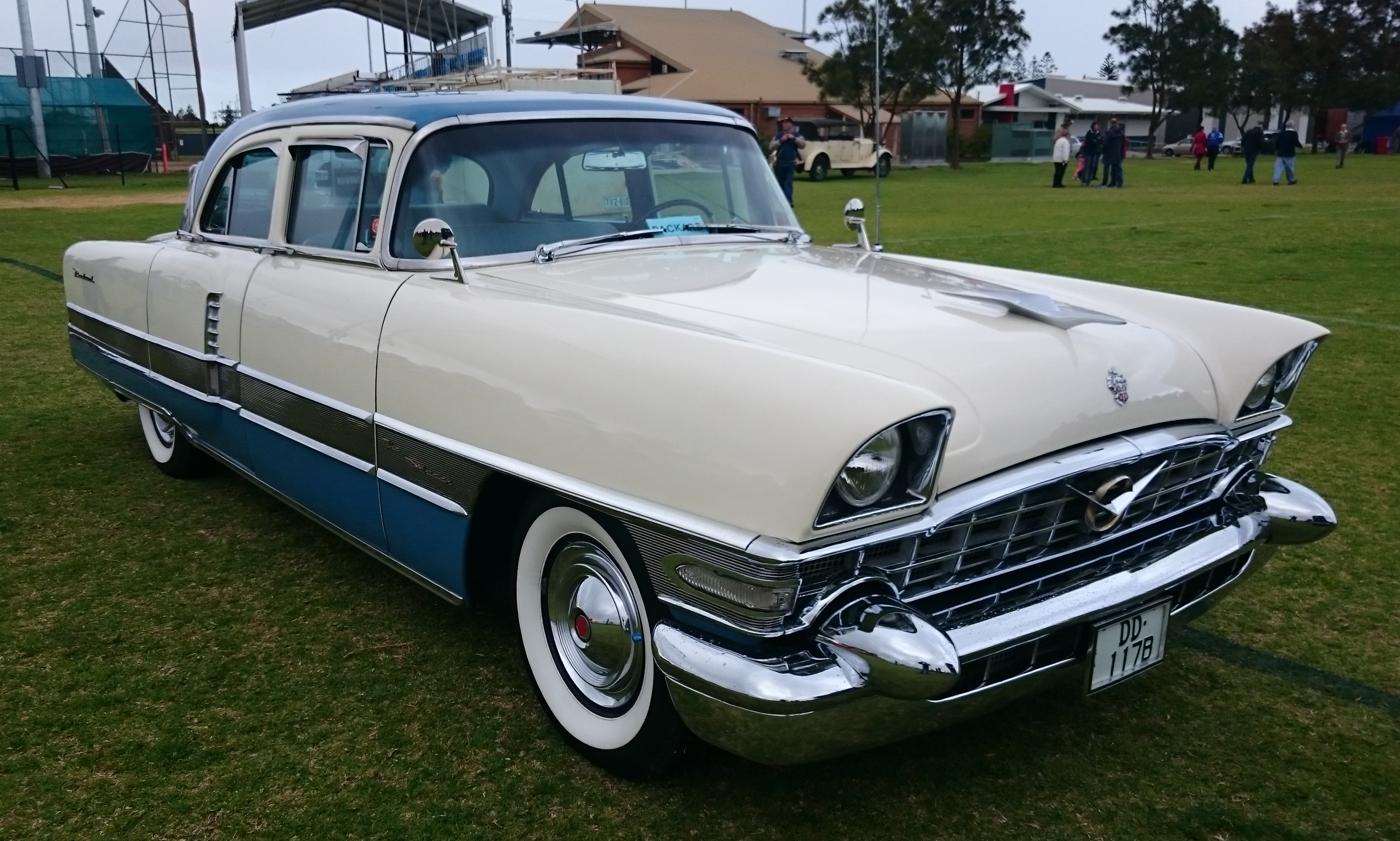
Packard Patrician de 1956

## 1957–1958

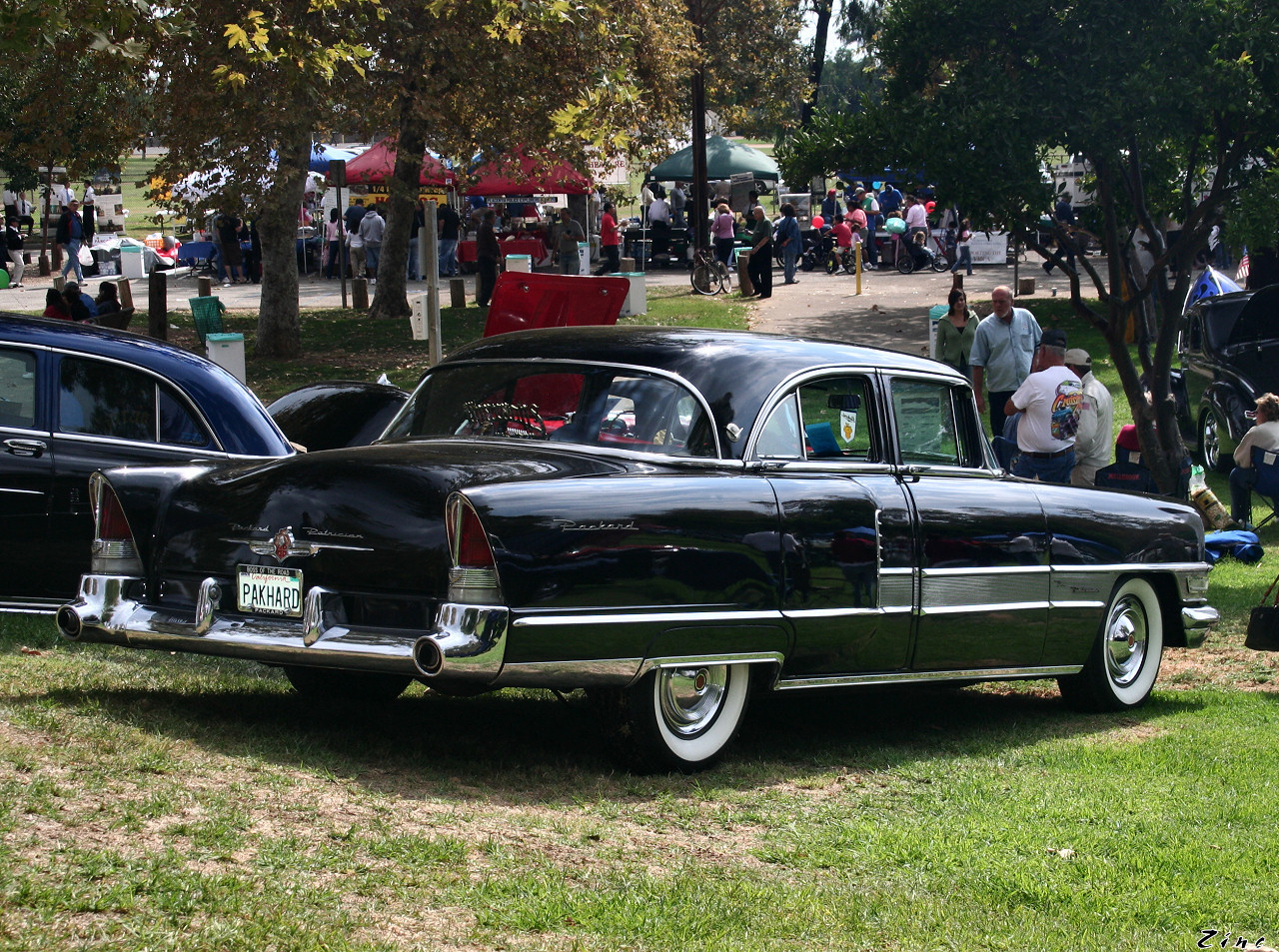
1955 Packard Patrician.

Si bien James Nance de Packard esperaba marcar una separación entre los Packard sénior y los modelos Clipper de menor precio para 1956 y en los años siguientes, las finanzas corporativas de Studebaker-Packard eran mucho peores de lo que esperaba Nance después de la fusión de 1954 entre las dos empresas. Tras la venta del proveedor de carrocerías de Packard, Briggs, a Chrysler, Packard compró la antigua planta de Connor Avenue de Briggs para producir sus propias carrocerías, y cambió toda la producción allí por completo, abandonando la planta de East Grand Boulevard. El control de calidad nunca llegó a funcionar adecuadamente, y debido a esto y al hecho de que American Motors no pudo comprar tantas unidades de transmisión Ultramatic y Packard V-8 como esperaba Nance, la producción de Packard se eliminó en la antigua fábrica de Briggs en Detroit y se transfirió al complejo de South Bend de Studebaker para el año modelo de 1957.
El motor Packard V8 se usó en los Hudson Hornet y en los Nash Ambassador (aunque se habían vendido muy lentamente en 1955 y 1956) y también en el Studebaker Golden Hawk de 1956.
El único Packard ofrecido para 1957, un Studebaker President con los emblemas de Packard, se denominó Packard Clipper. Se usó un sobrealimentador McCulloch con el Studebaker V8 en el Packard Hawk, que también se fabricó más adelante. El último Packard, un automóvil sin número de serie, salió de la línea de montaje en 1958 y la Junta de Studebaker-Packard eliminó el nombre de "Packard" de su nombre corporativo en 1962.
Se ha culpado a la mala gestión y en particular al Sr. Christopher por la desaparición de la empresa. De hecho, la mejor gestión del mundo no podría haber competido con el poder de General Motors. Por ejemplo, en el caso de que no hubiera mercado para el Cadillac 62, la misma carrocería de Fisher se cambiaría a un Buick o a un Oldsmobile. De igual manera, las carrocerías tipo Fisher A eran Chevrolet Stylemaster, Pontiac 25 o 27, o también Oldsmobile 66. Las carrocerías tipo B eran Pontiac 26 o 28, Buick 40 o Cadillac 61. Sin embargo, Packard no podía hacer eso. En el mejor de los casos, tenían dos marcas (Packard y Clipper), una carrocería envejecida, ningún familiar, un V8 nuevo que pagar, un socio con graves deudas y la pérdida de contratos de defensa adjudicados a GM. El resultado fue un terreno baldío de 35 acres (14,2 ha).